# سكيب وليامز
سكيب وليامز (بالإنجليزية: Skip Williams)‏ هو كاتب أمريكي، ولد في القرن العشرين في ليك جنيف في الولايات المتحدة.